# PRPP synthétase
La PRPP synthétase, ou ribose-phosphate diphosphokinase, est une phosphotransférase qui catalyse la réaction :
ATP + D-ribose-5-phosphate  {\displaystyle \rightleftharpoons }  AMP + phosphoribosylpyrophosphate (PRPP).
Cette enzyme intervient dans la biosynthèse des nucléotides puriques et pyrimidiques, dans celle de cofacteurs tels que le NAD+ et le NADP+, ainsi que dans celle d'acides aminés protéinogènes comme l'histidine et le tryptophane,,. Ces différentes voies métaboliques sont ainsi reliées à la voie des pentoses phosphates, qui produit le ribose-5-phosphate à partir du glucose-6-phosphate. Le PRPP est un intermédiaire essentiel de la voie de sauvetage des purines ainsi que de la biosynthèse de novo des purines.
La PRPP synthétase est l'enzyme régulatrice clé de la biosynthèse des purines. Toute déficience de l'activité de cette enzyme est susceptible d'affecter l'ensemble du métabolisme des purines. On la trouve aussi bien chez les procaryotes, les plantes et les animaux. Il en existe trois isoformes chez l'homme ; les gènes qui encodent cette enzyme chez l'homme se trouvent sur le chromosome X.